# Fiat 1800/2100
Fiat 1800 oraz 2100 – sześciocylindrowe sedany produkowane przez włoski koncern motoryzacyjny Fiat w latach 1959–1968. Oba modele zadebiutowały w roku 1959, w 1963 dodano do gamy silników jednostkę czterocylindrową o pojemności 1481 cm³. Stylistyka nadwozia zbliżona była do tej znanej z Peugeota 404 czy samochodów rodzinnych BMC z okresu produkcji, spowodowane to było tym, że wszystkie trzy modele zostały zaprojektowane przez Pininfarinę w Turynie.

## 1800 (1959-68)

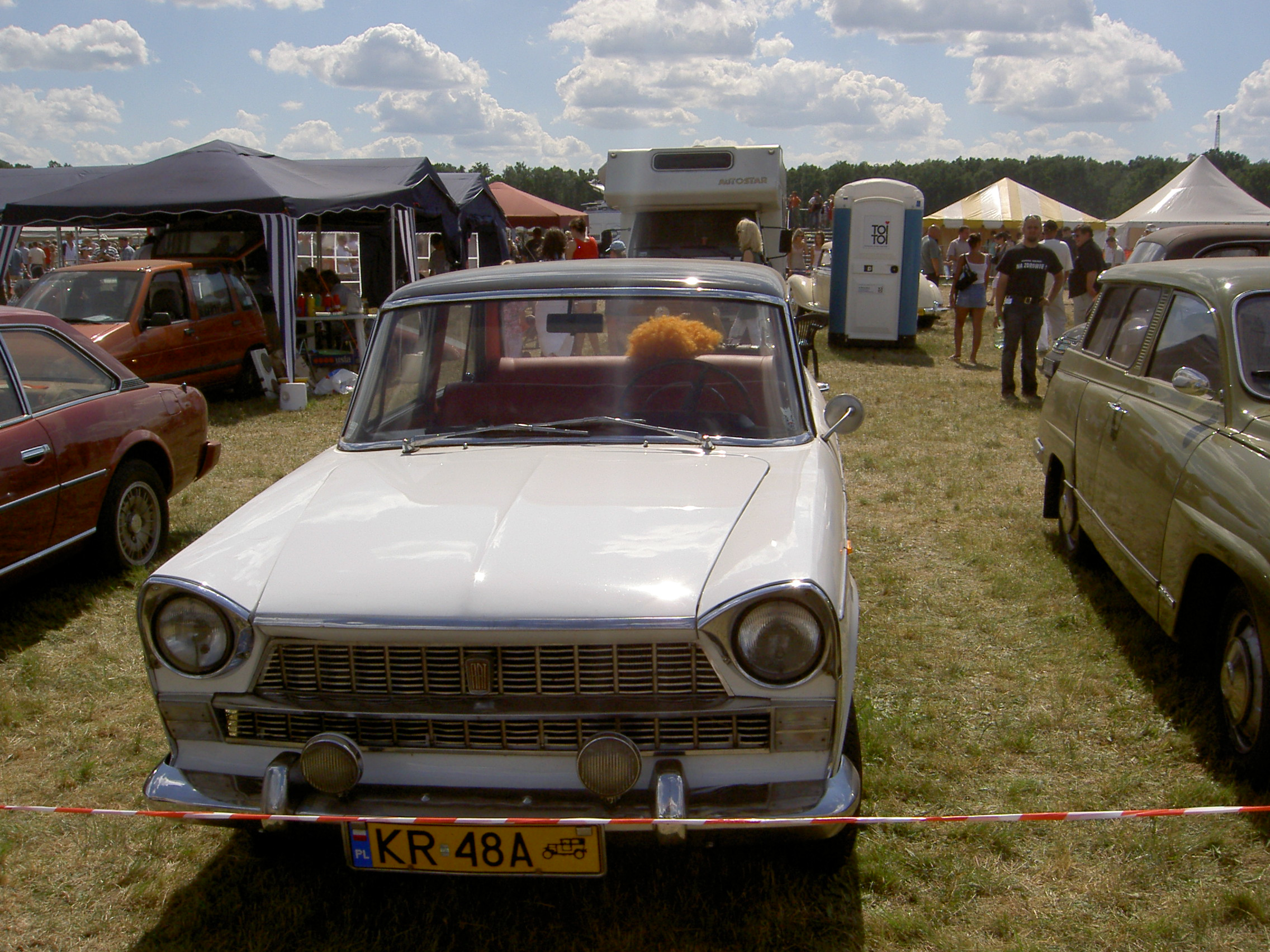
Fiat 1800

Fiat 1800 zadebiutował w roku 1959, oferowany był jako 4-drzwiowy sedan lub 5-drzwiowe kombi (Familiare). Napędzany był przez sześciocylindrowy silnik rzędowy o pojemności 1795 cm³ osiągający moc 75 hp (55 kW) która przenoszona była na tylną oś poprzez czterobiegową manualną skrzynię biegów. Prędkość maksymalna w zależności od wersji wynosiła 137 lub 142 km/h. W roku 1961 wprowadzono model 1800 B: zwiększono w nim moc silnika do 81 hp (60 kW) co spowodowało wzrost prędkości maksymalnej do odpowiednio 143 i 146 km/h. 

## 2100 (1959-61)
Fiat 2100 charakteryzował się większymi silnikami. Jesienią roku 1959 wprowadzono model 2100 Speciale, zastosowano w nim inny przedni grill oraz dłuższy rozstaw osi. Wersja ta była często używana przez dyplomatów. Produkcji 2100 we Włoszech zaprzestano w roku 1961, wprowadzono wtedy model 2300.

## 1500L (1963-68)

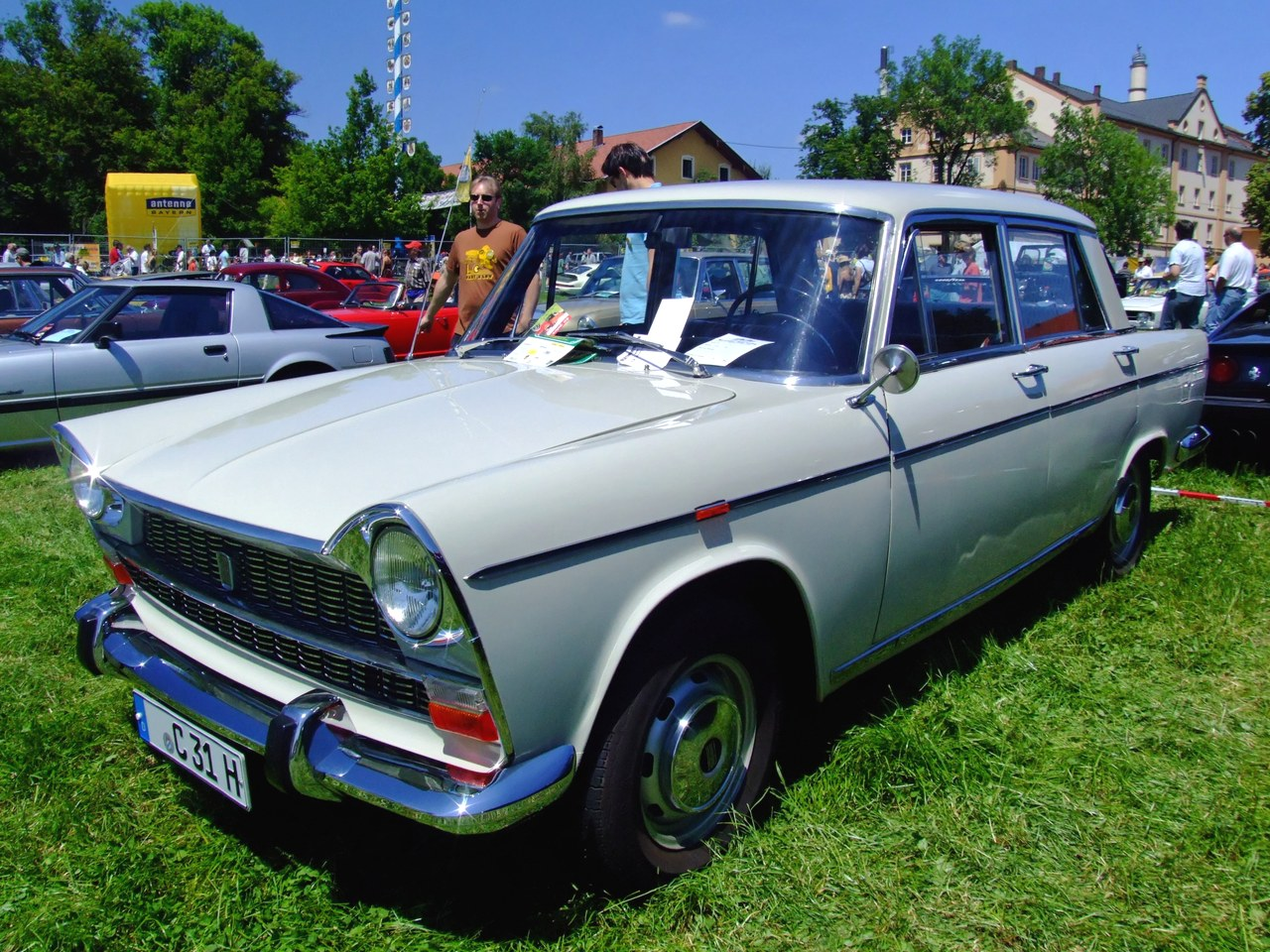
Fiat 1500L

Fiat użył nadwozia znanego z modeli 1800/2100 w celu stworzenia nowego tańszego modelu, 1500L. Został on wprowadzony w roku 1963. Aby odróżnić go od innych modeli Fiata, 1300/1500, nazwany został 1500L (L skrót od lunga = długi). Samochód napędzany był fiatowskim, czterocylindrowym silnikiem rzędowym o pojemności 1481 cm³ który osiągał moc 72 bhp, podniesiona została ona do 75 bhp w roku 1964. Oferowana była również wersja o gorszych osiągach przeznaczona dla przedsiębiorstw taksówkarskich, zdobyła ona popularność w południowej Europie. Wyposażona była w ten sam silnik o pojemności 1481 cm³ ale osiągał on moc tylko 60 bhp. Rozwiązanie to sprawdzało się w transporcie miejskim przy niskich prędkościach, przy tym samochód spalał mniej paliwa niż wersja z silnikiem mocniejszym. 
Fiat 1500L produkowany był także w Hiszpanii przez firmę SEAT pod nazwą SEAT 1500. Do roku 1972 powstało blisko 200000 sztuk modelu. 
Łączna produkcja modeli 1800/2100 we Włoszech wyniosła około 150000 egzemplarzy. 

## Silniki
| Model | Lata    | Silnik | Pojemność | Moc   | System zasilania |
| ----- | ------- | ------ | --------- | ----- | ---------------- |
| 1800  | 1959-61 | R6 OHV | 1795 cm³  | 75 hp | jeden gaźnik     |
| 1800B | 1962-68 | R6 OHV | 1795 cm³  | 86 hp | jeden gaźnik     |
| 2100  | 1959-61 | R6 OHV | 2054 cm³  | 82 hp | jeden gaźnik     |
| 1500L | 1963-67 | R4 OHV | 1481 cm³  | 75 hp | jeden gaźnik     |